# Mågen Bæltbåd (Kertemindebåd)
Mågen er en bæltbåd 30 fod bygget vintern 1886-1887 i Kerteminde af bygmester R Thygensen på stranden til A Kies Knudsen i Nyborg til fiskeri i bæltet mellem Fyn og Sjælland. I 1933 blev den lavet om til lystbåd: kahytten blev forlænget fra masten og 4 meter agter.
Skipperen A Kies Knudsen hade sejlet langfart fra 1874 til 1886 mellem Europa og den amerikanske østkyst. Der så han bermudansk "sloop rig" (Morcomi rig)(nu Bermuda rig) og var fascineret af, hvordan de kunne sejle så tæt til vinden. Han gik i land 1886 i Nyborg som førstestyrmand og blev gift. Han var hos tre skibsbygger men de ville lægge navn til den form for rig. Det havde R Thygensen ikke han hade sagt at det var ham ligegyldig hvad han satte på dækket; det var kun skroget, han lagde navn til